# اوک وود ویلیج
اوک وود ویلیج (انگلیسی: Oakwood Village) محله‌ای در ناحیه یورک (تورنتو) تورنتو، انتاریو، کانادا است. این محله یک منطقه بهبود کسب و کار (BIA) است. دارای یک جشنواره هنری سالانه و یک کتابخانه عمومی است که در سال ۱۹۹۷ ساخته شده‌است.